# (28745) 2000 GV144
(28745) 2000 GV144 est un astéroïde de la ceinture principale découvert en 2000.

## Description
(28745) 2000 GV144 a été découvert le 7 avril 2000 à l'observatoire de Kitt Peak, situé dans l'Arizona (États-Unis), par le projet Spacewatch de l’université de l'Arizona.

### Caractéristiques orbitales
L'orbite de cet astéroïde est caractérisée par un demi-grand axe de 2,26 UA, un périhélie de 1,90 UA, une excentricité de 0,16 et une inclinaison de 1,55° par rapport à l'écliptique. Du fait de ces caractéristiques, à savoir un demi-grand axe compris entre 2 et 3,2 UA et un périhélie supérieur à 1,666 UA, il est classé, selon la JPL Small-Body Database, comme objet de la ceinture principale.

### Caractéristiques physiques
(28745) 2000 GV144 a une magnitude absolue (H) de 15,9 et un albédo estimé à 0,366.